# Kokerei Alma
Die Kokerei Alma wurde 1927–1928 auf dem Gelände der Zeche Alma in Gelsenkirchen-Ückendorf errichtet. Die dortigen Schächte 1/2/5 waren zu diesem Zeitpunkt bereits stillgelegt und verfüllt.

## Geschichte
Als Zentralkokerei war sie eine der ersten Rationalisierungsmaßnahmen der im Jahr davor gegründeten Vereinigte Stahlwerke AG und ersetzte die veralteten Kokereien der Zechen Rheinelbe und Pluto. Der Anschluss der noch vorhandenen Zechenbahn zur Erzbahntrasse mit Verbindung an den Rhein-Herne-Kanal und die Zeche Carolinenglück sowie eine Seilbahn für den Kokstransport zu den Hochöfen des Schalker Vereins waren wichtige Standortvorteile. 
Als 1928 der Betrieb aufgenommen wurde, hatte die Kokerei zwei Batterien mit jeweils 63 Koppers-Verbundöfen.
1963 wurde die inzwischen zu gleichen Teilen der Gelsenkirchener Bergwerks-AG (GBAG) und der Rheinische Stahlwerke AG gehörende Kokerei stillgelegt. Sie hatte zuletzt 143 Verbundöfen mit einer Tageskapazität von 2100 Tonnen und 350 Arbeiter und Angestellte.
Die Betriebsanlagen wurden direkt nach der Stilllegung bis auf das Verwaltungsgebäude vollständig abgerissen. Das 1969 auf dem ehemaligen Betriebsgelände errichtete Motodrom Gelsenkirchen wurde bis in die 1980er Jahre für Autospeedway-Rennen genutzt und liegt inzwischen brach.

## Verwaltungsgebäude

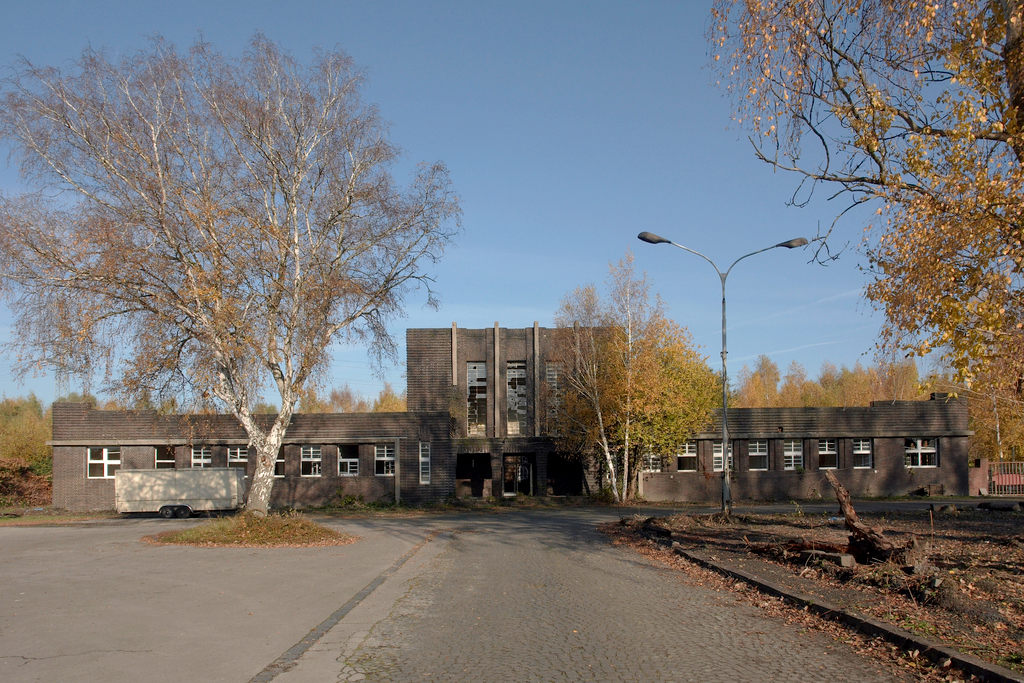
Eingang in das Verwaltungsgebäude

Das von Fritz Schupp und Martin Kremmer im Stile des Backsteinexpressionismus entworfene Verwaltungsgebäude wurde 1982–1983 mit Mitteln des Landschaftsverbandes Westfalen-Lippe restauriert und für einige Jahre als Firmenstandort genutzt. 
Der zweigeschossige, überhöhte Mittelteil (ehemalige Lohnhalle) mit seitlich an den dreitürigen Eingang angrenzenden, eingeschossigen Flügelbauten (Verwaltungsteil) und hinten angeschlossener Kaue ist bewusst symmetrisch und gradlinig gehalten und in Ziegel-Massivbauweise errichtet. Rückwärtig schließt sich nahtlos die leicht erhöhte und rundum verglaste Bahnaufsicht (mit Uhr auf dem Dach) mit eigenem Aufgang an. Die dort beginnende Mannschaftsbrücke über die Gleise zur Kokerei wurde später abgerissen. Auf den Eisenbahnschienen verläuft heute ein Radweg. 
Die Fassade des Verwaltungsgebäudes ist durch Vor- und Rücksprünge der Mauerwerksschichten waagerecht gegliedert. Die vier senkrechten, hellen Mauervorsprünge über dem Eingangsbereich wiederholen sich als rechter Winkel in den Flügelbauten und befanden sich als gestalterische Elemente auch auf den Betriebsgebäuden wie Kohleturm und Benzolfabrik.
Die Kokerei Alma war die erste Gesamtanlage, bei der Schupp und Kremmer die von ihnen gewünschte enge Zusammenarbeit von Architekten und Ingenieuren bei der Planung technischer Bauwerke durchführen konnten. Dadurch wurde anstelle der sonst üblichen unübersichtlichen und chaotisch wirkenden Anlagen eine ruhige, durchgehende Gestaltung aller Anlagenteile erreicht. Die hier noch genutzten Zierelemente fehlen bei späteren Bauten wie der Zeche Zollverein dann vollständig. Zusammen mit der zeitgleich errichteten Zentralkokerei an der Zeche Nordstern stellt das Ensemble daher ein wichtiges Frühwerk der für die Industriebauten im Ruhrgebiet wegweisenden Architekten dar.
Nach der Umnutzung in den 1980er Jahren steht das unter Denkmalschutz stehende Gebäude inzwischen seit Jahren leer und verfällt.

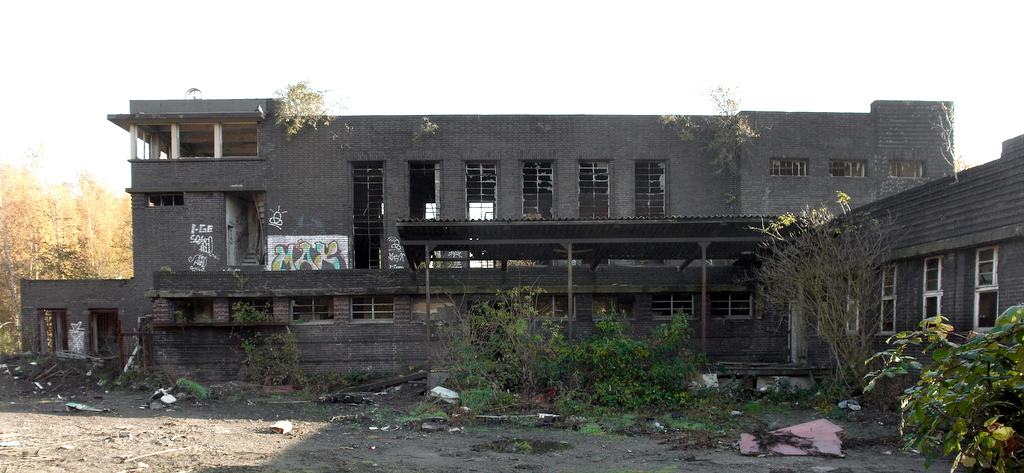
Seitenansicht mit Bahnaufsicht im linken Teil
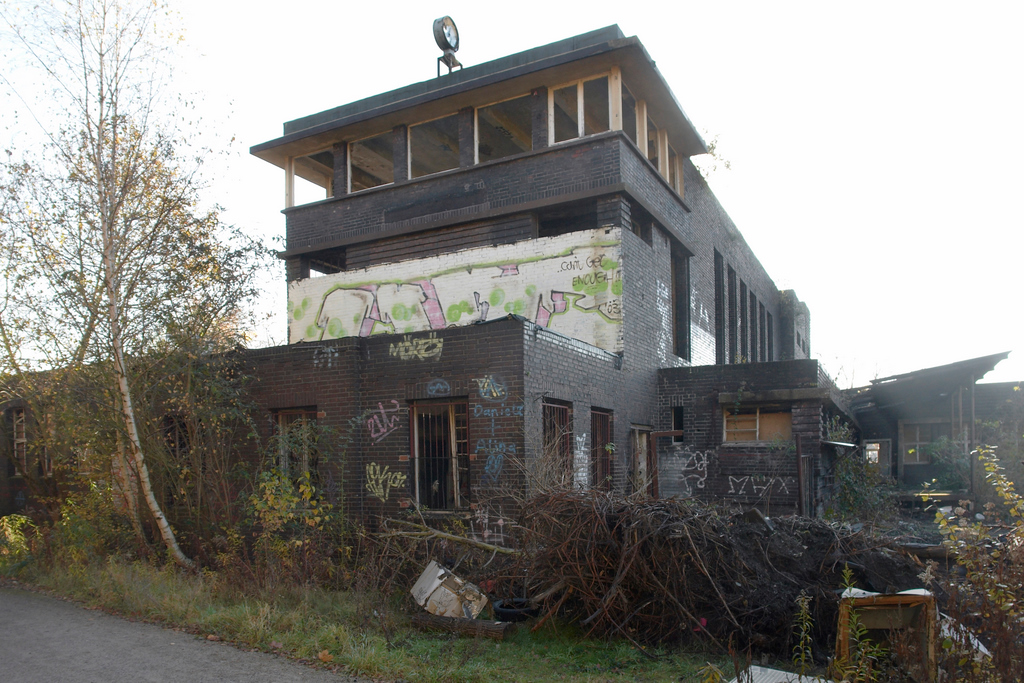
Rückansicht mit Bahnaufsicht, Uhr und Resten der Mannschaftsbrücke
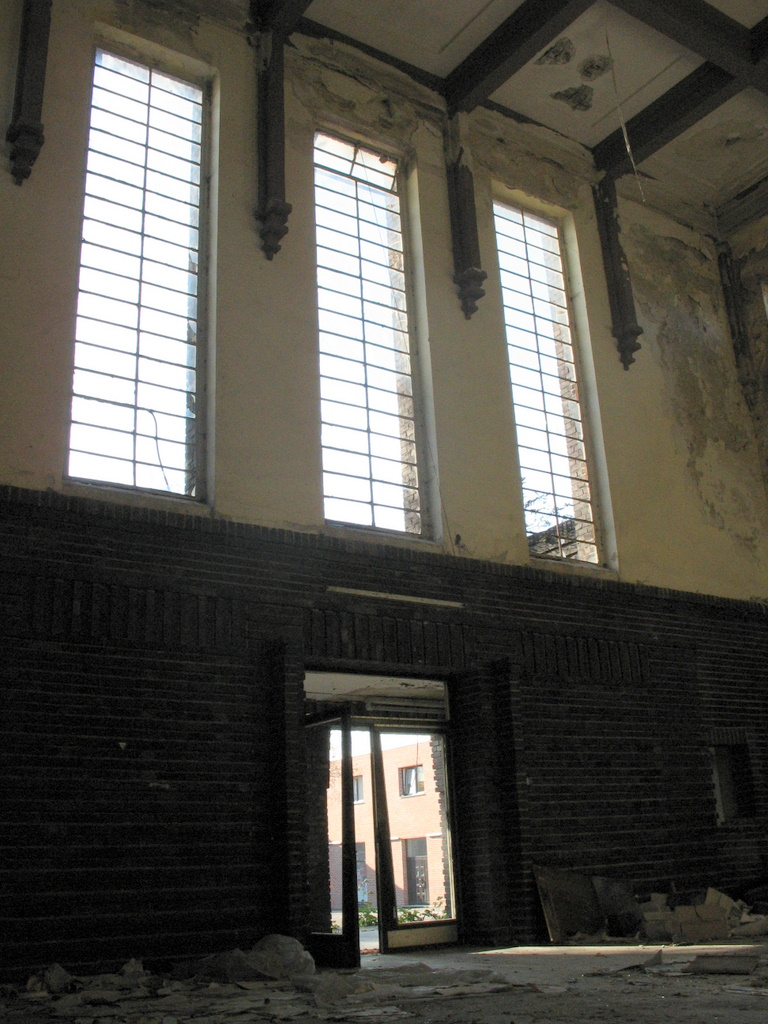
Halle mit Haupteingang
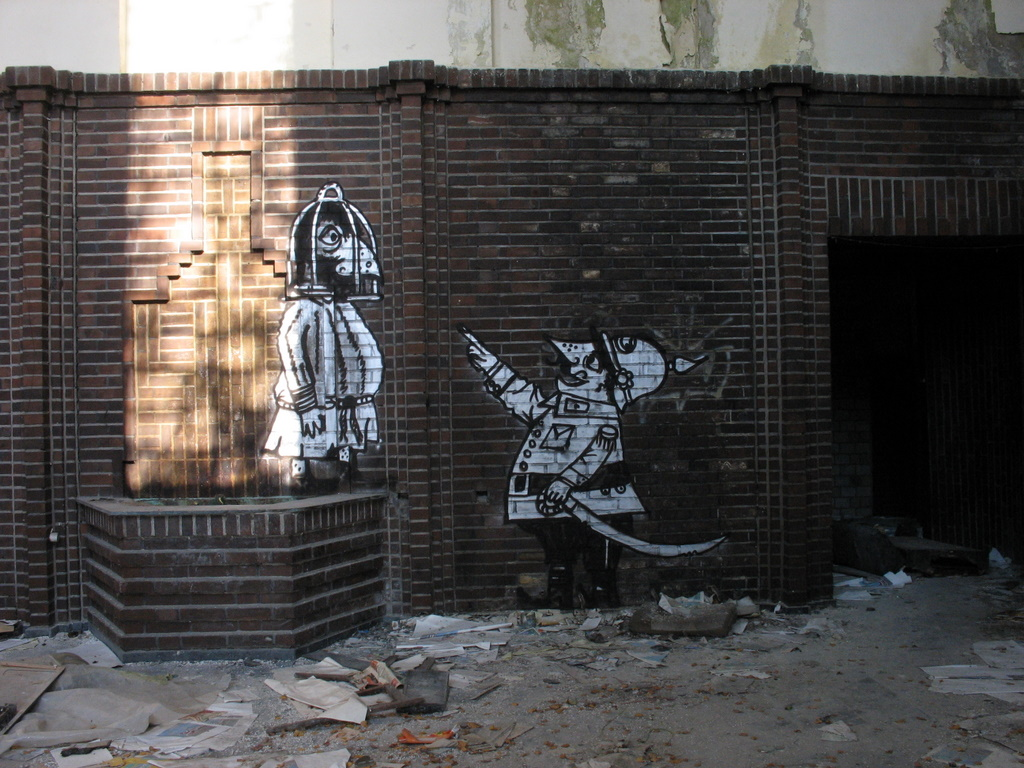
Brunnen in der Lohnhalle